# Corinne Massiah
Corinne Massiah, född 13 mars 2003 i Los Angeles, är en amerikansk barnskådespelare.
Massiah har bland annat medverkat i TV-serierna Mistresses (2013–2016) och 9-1-1 (2018–2023). Hon har även medverkat i filmen Bad Hair från 2020.

## Filmografi (i urval)
- 2013–2016: Mistresses
- 2018–2023: 9-1-1
- 2020: Bad Hair